# Miłków
Miłków (Duits: Arnsdorf) is een dorp in het Poolse woiwodschap Neder-Silezië, in het district Jeleniogórski. De plaats maakt deel uit van de gemeente Podgórzyn en is gelegen in het Reuzengebergte, ongeveer 11 kilometer ten zuiden van Jelenia Góra en 97 kilometer ten westen van Wrocław.